# Атуона
Атуона је једно од највећих насеља и бивши главни град острва Маркиз у саставу Француске Полинезије. Насеље је смештено на јужном делу острва Хива Оа. Највиша надморска висина налази се на планини Теметиу и износи 1.213 m. У насељу живи 1.230 становника према проценама из 2002.

## Занимљивости
Атуона је најпознатија по томе што су у њој живели француски сликар Пол Гоген и белгијски певач и глумац Жак Брел.